# Соніно (Ленінградська область)
Соніно (рос. Сонино) — присілок у Волховському районі Ленінградської області Російської Федерації.
Населення становить 23 особи. Належить до муніципального утворення Паське сільське поселення.

## Історія
Згідно із законом № 56-оз від 6 вересня 2004 року належить до муніципального утворення Паське сільське поселення.

## Населення
| 1838 | 1862 | 1997 | 2007 | 2010 | 2012 | 2017 |
| ---- | ---- | ---- | ---- | ---- | ---- | ---- |
| 263  | ↗270 | ↘20  | ↘18  | ↗21  | ↗27  | ↘23  |